# أوين بيك
أوين بيك (بالإنجليزية: Owen Beck)‏ مواليد 31 مايو 1976 في جامايكا، هو ملاكم جامايكي يصنف ضمن فئة الوزن الثقيل.

## المسيرة الاحترافية
من نزالاته:
- خسر أمام أوليغ ماسكايف بالضربة الفنية القاضية (2012/12/30).
- خسر أمام سيدريك بوزويل بالضربة القاضية (2010/12/07).
- خسر أمام مانويل شار بالضربة الفنية القاضية (2010/01/09).
- خسر أمام نيكولاي فالويف بالضربة الفنية القاضية (2006/06/03).
- خسر أمام راي أوستن (2005/09/03).

## إحصائيات
خاض خلال مسيرته 41 نزالا، فاز في 29 ولم يتعادل وخسر في 12. فاز بالضربة القاضية في 20 نزالا.

## روابط خارجية
- أوين بيك على موقع بوكس ريك (الإنجليزية) (registration required)
- أوين بيك على موقع اتحاد ألعاب الكومنولث (مؤرشف) (الإنجليزية)